# Grégory Rast
Grégory Rast (Cham, 17 de enero de 1980) es un ciclista suizo. Fue profesional desde 2001 hasta 2018.
Sus mayores logros fueron los tres Campeonatos de Suiza de Ciclismo en Ruta (dos como profesional y uno como sub-23).
El 7 de agosto de 2018 anunció su retirada del ciclismo, al término de dicha temporada, tras dieciocho años como profesional y con 38 años de edad.

## Palmarés
2004
- Campeonato de Suiza en Ruta
- 1 etapa del Rund um den Henninger Turm

2005
- 1 etapa de la París-Bourges

2006
- Campeonato de Suiza en Ruta

2007
- Tour de Luxemburgo, más 1 etapa

2008
- 1 etapa del Tour de Turquía

2009
- 1 etapa del Tour de Luxemburgo

2013
- 1 etapa de la Vuelta a Suiza

## Resultados en Grandes Vueltas y Campeonatos del Mundo
| Carrera         | Carrera         | 2001 | 2002 | 2003 | 2004 | 2005  | 2006 | 2007 | 2008 | 2009  | 2010  | 2011 | 2012 | 2013 | 2014  | 2015  | 2016  | 2017  | 2018 |
| --------------- | --------------- | ---- | ---- | ---- | ---- | ----- | ---- | ---- | ---- | ----- | ----- | ---- | ---- | ---- | ----- | ----- | ----- | ----- | ---- |
|                 | Giro de Italia  | —    | —    | —    | —    | 120.º | 94.º | —    | —    | —     | —     | —    | —    | —    | —     | —     | —     | —     | —    |
|                 | Tour de Francia | —    | —    | —    | —    | —     | —    | Ab.  | —    | 138.º | 114.º | —    | —    | —    | 101.º | 102.º | 123.º | —     | —    |
|                 | Vuelta a España | —    | —    | —    | —    | —     | —    | —    | —    | —     | —     | —    | 92.º | 77.º | —     | —     | —     | —     | —    |
| Mundial en Ruta | Mundial en Ruta | —    | —    | —    | 35.º | 14.º  | 37.º | —    | Ab.  | Ab.   | Ab.   | 73.º | Ab.  | 45.º | —     | 76.º  | Ab.   | 111.º | —    |

—: no participa

Ab.: abandono

## Equipos
- Post Swiss Team (2000[2]-2001)
- Phonak (2002[2] -2006)
- Astana (2007-2009)
- Team RadioShack (2010-2011)
- RadioShack/Trek (2012-2018)
  - RadioShack-Nissan (2012)
  - RadioShack Leopard (2013)
  - Trek Factory Racing (2014-2015)
  - Trek-Segafredo (2016-2018)